# Gonoporomiris
Gonoporomiris is een geslacht van wantsen uit de familie van de Miridae (Blindwantsen). Het geslacht werd voor het eerst wetenschappelijk beschreven door Henry & Schuh in 2002.

## Soorten
Het genus bevat de volgende soorten:

- Gonoporomiris hispaniolae (Schuh & Schwartz, 2004)
- Gonoporomiris mirificus (Distant, 1893)